# Banne
Banne település Franciaországban, Ardèche megyében. Lakosainak száma 650 fő (2022. január 1.). Banne Berrias-et-Casteljau, Malbosc, Saint-André-de-Cruzières, Saint-Paul-le-Jeune, Les Vans, Bordezac és Gagnières községekkel határos.

## Népesség
A település népességének változása:
| Lakosok száma | 446  | 505  | 535  | 631  | 692  | 659  | 666  | 661  | 658  | 650  |
|               | 1968 | 1982 | 1990 | 2006 | 2013 | 2015 | 2017 | 2019 | 2020 | 2022 |